# Centro histórico de Verona
El centro histórico de Verona se agregó a la Lista del Patrimonio de la Humanidad de la UNESCO en el 2000.
Fundada en el siglo I a. C., Verona floreció particularmente bajo la signoria Scaligeri en los siglos XIII y XIV, y como parte de la República de Venecia entre los siglos XV al XVIII. La ciudad ha conservado un gran número de monumentos de la antigüedad, la Edad Media y el Renacimiento. También es un excelente ejemplo de una fortificación militar que estuvo en uso durante dos milenios.

## Resumen de desarrollo urbano

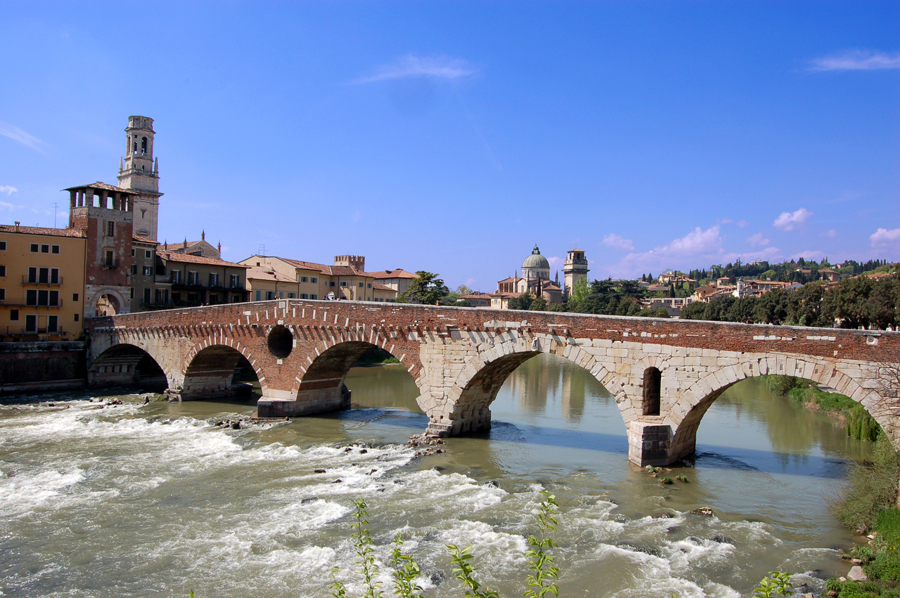
Ponte Pietra

La ciudad está ubicada en el norte de Italia a lo largo de las orillas del río Adigio y al pie de los Alpes de Lessinia. El asentamiento se remonta a tiempos prehistóricos, un pequeño asentamiento desarrollado entre los siglos IV y III a. C. y se convirtió en municipium Romano en el siglo I a. C. desde entonces, su importancia creció rápidamente. Durante el siglo V Verona fue conquistada por los ostrogodos de Teodorico el Grande, más tarde por los lombardos y en 774 por Carlomagno.
A principios del siglo XII se convirtió en una comuna independiente, floreciendo bajo la Signoria de los Scaligeri y especialmente bajo Cangrande I della Scala. En 1495 pasó a manos de República de Venecia, a partir de 1797 pasó a formar parte del Imperio Habsburgo y en 1866, tras la tercera guerra de Independencia italiana, pasó a formar parte del Reino de Italia.

## El casco antiguo

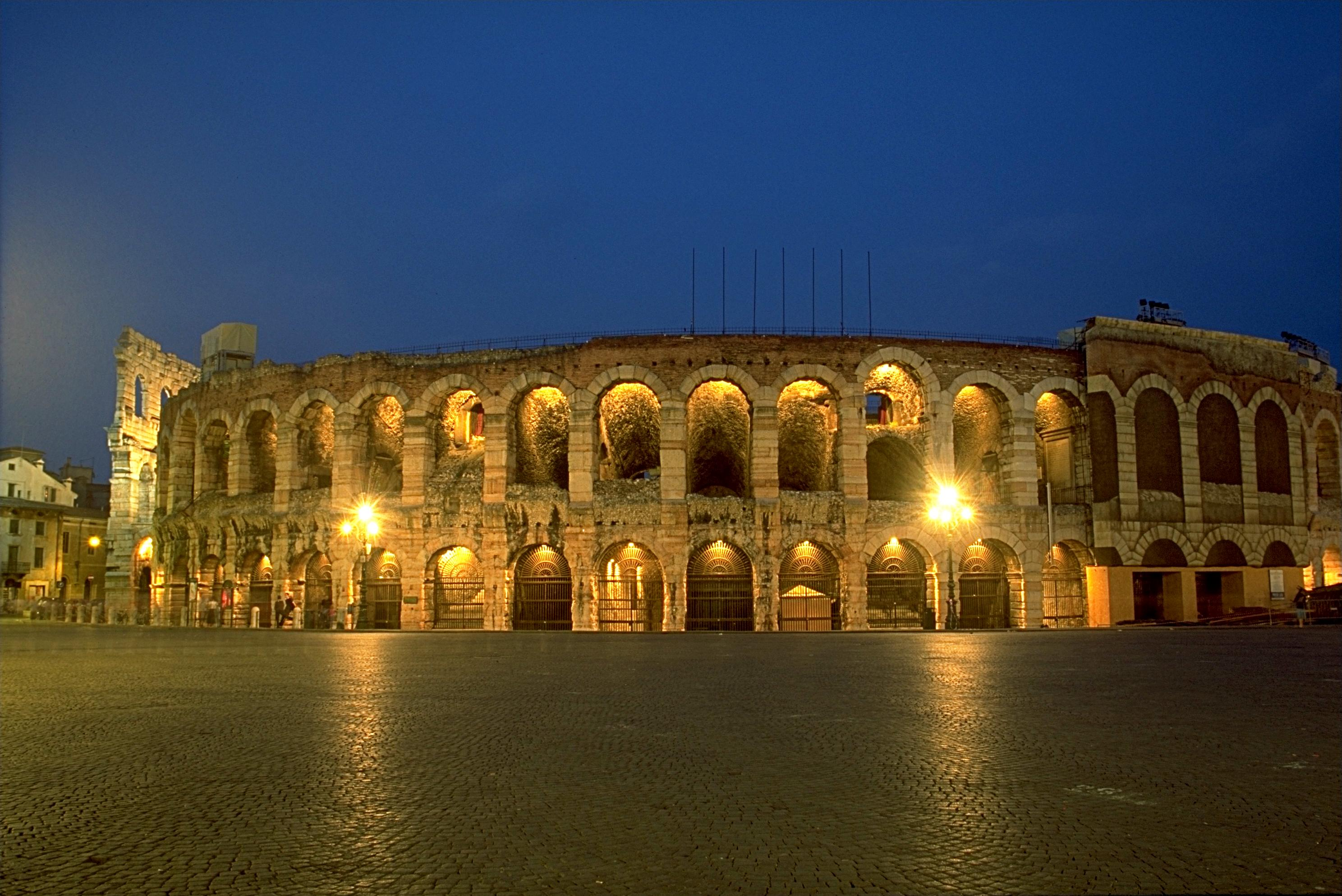
El Anfiteatro Arena al anochecer.

El núcleo del casco antiguo está formado por el asentamiento romano, que se encuentra en el recodo del río Adige y contiene una de las colecciones más extensas de reliquias romanas del norte de Italia. Los restos conservados de la antigüedad son:
- la entrada de la ciudadː la Porta Borsari;
- los restos de la Porta Leoni, ambas puertas son los restos más llamativos de la muralla romana de Verona;
- el Arco dei Gavi, demolido durante la era napoleónica y reconstruido cerca de Castelvecchio en la década de 1930;
- el Ponte Pietra;
- el teatro romano y
- el Anfiteatro Arena.

Los Scaligeri reconstruyeron las murallas durante la Edad Media, que luego encerraron un área mucho mayor al oeste y otras extensas áreas en la orilla este del río. Dentro de estas fronteras, la ciudad permaneció hasta el siglo XX.

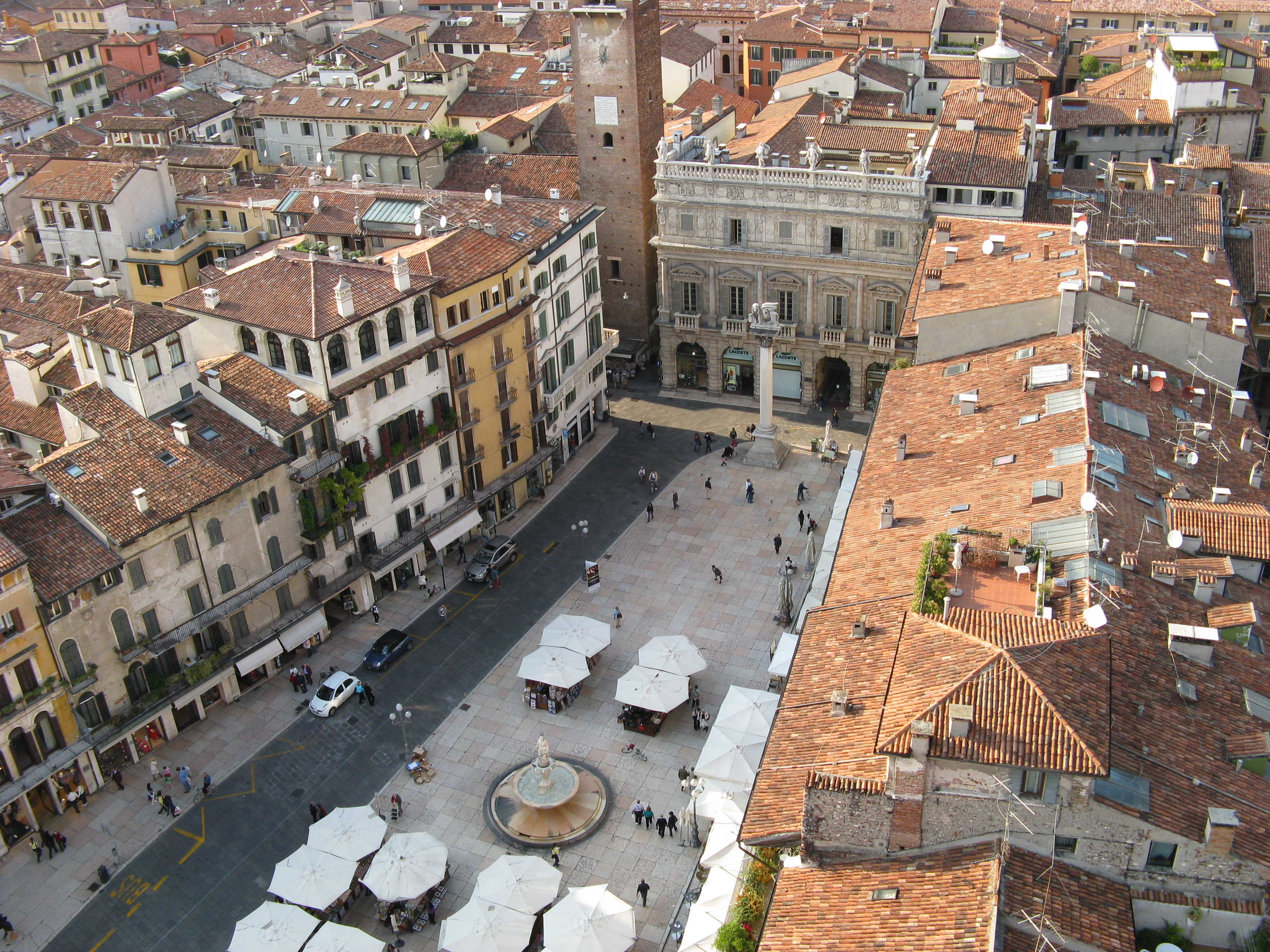
Vista de parte de la Piazza delle Erbe

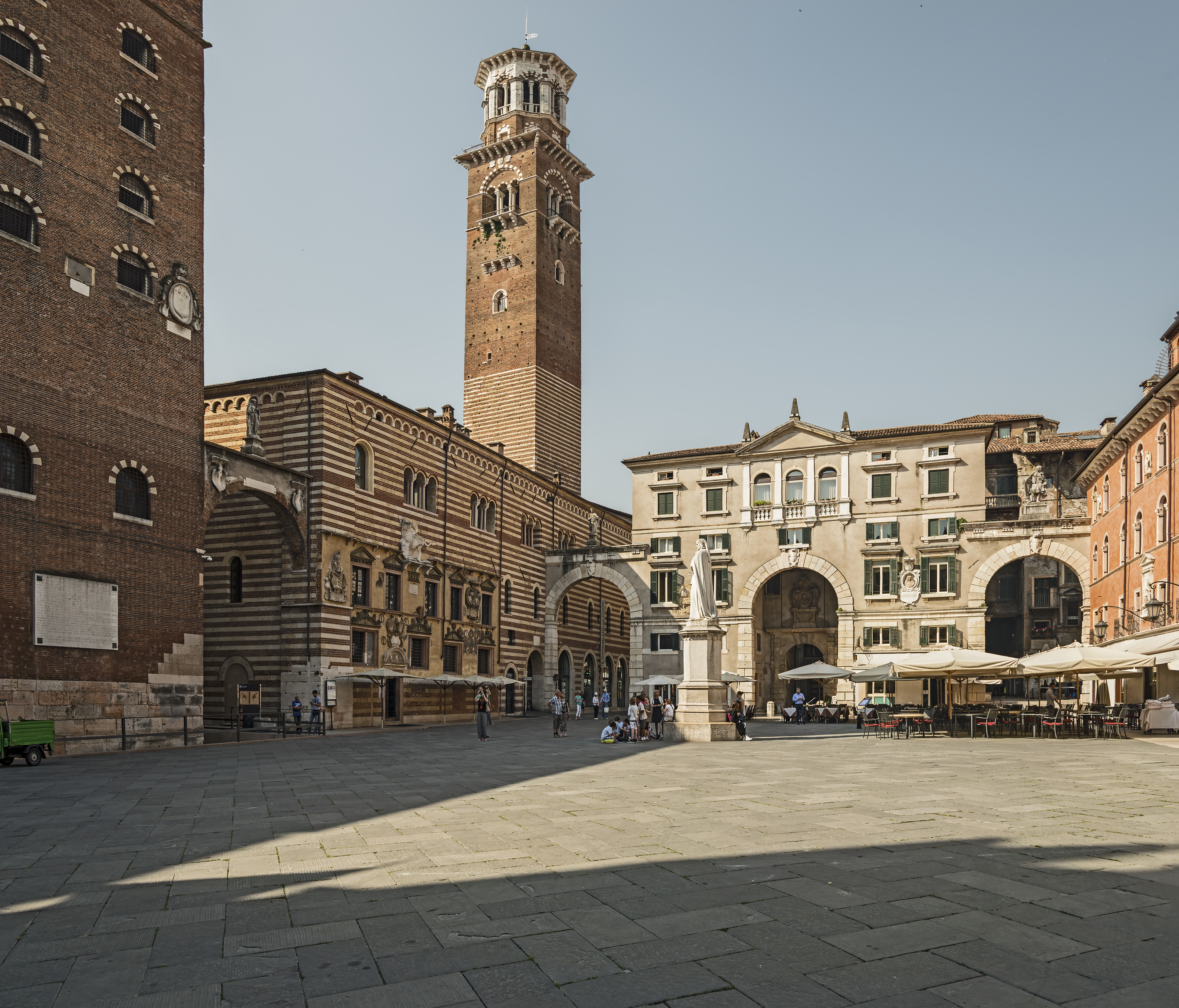
La Piazza dei Signori.

El corazón de Verona es el conjunto que consta de la Piazza delle Erbe (con su pintoresco mercado de frutas y verduras) y la Piazza dei Signori, con edificios históricos como el Palazzo della Ragione, el Palazzo del Podestà, la Loggia del Consiglio, el Arche Scaligere y la Domus Nova. La Piazza Bra tiene una serie de edificios que datan de diferentes épocas.
La arquitectura y la estructura urbana preservadas de Verona reflejan el desarrollo de una ciudad fortificada con 2000 años de historia.

## Lista de criterios de entrada
Los siguientes criterios fueron decisivos para la inscripción en la lista del Patrimonio Mundial:

Criterion (ii): In its urban structure and its architecture, Verona is an outstanding example of a town that has developed progressively and uninterruptedly over 2,000 years, incorporating artistic elements of the highest quality from each succeeding period.

Criterion (iv): Verona represents in an exceptional way the concept of the fortified town at several seminal stages of European history.
Criterio (ii): En su estructura urbana y su arquitectura, Verona es un ejemplo sobresaliente de una ciudad que se ha desarrollado progresiva e ininterrumpidamente durante 2.000 años, incorporando elementos artísticos de la más alta calidad de cada período posterior.

Criterio (iv): Verona representa de manera excepcional el concepto de ciudad fortificada en varias etapas seminales de la historia europea.

## Integridad, autenticidad y protección de la ciudad Patrimonio de la Humanidad

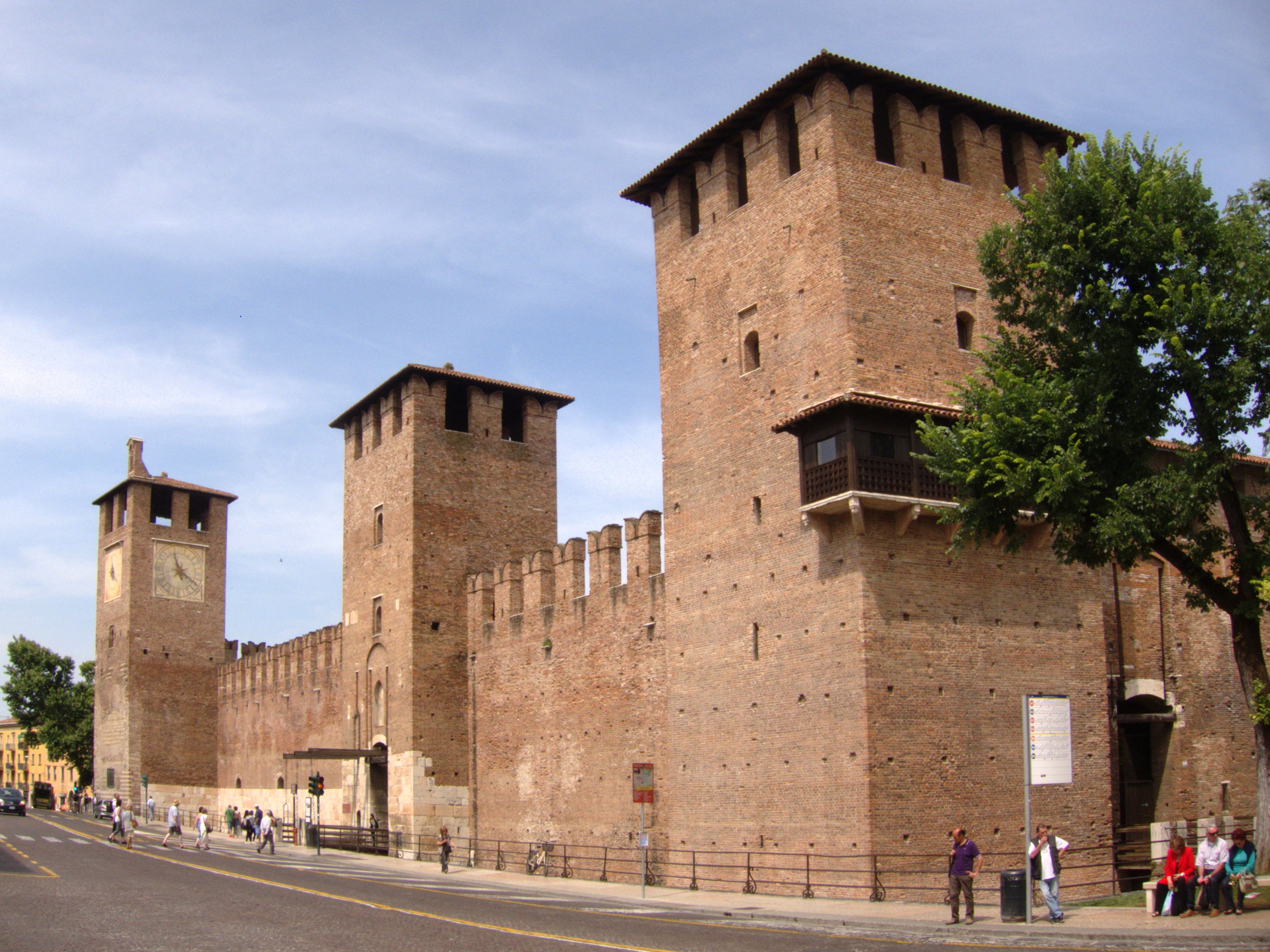
Castelvecchio

Las siguientes características de un bien del Patrimonio Mundial se resumen para Verona de la siguiente manera:
- Integridad
La integridad del paisaje urbano de Verona se evalúa como excepcionalmente alto y la estructura como bastante homogénea. El daño que ocurrió durante la Segunda Guerra Mundial también fue reparado con sumo cuidado. Las amenazas a esta integridad por inundaciones se minimizaron en una etapa temprana y existe un bajo riesgo de terremoto.
- Autenticidad 
La autenticidad e integridad del casco antiguo de Verona es alta. En cuanto a las fortificaciones de la ciudad, por ejemplo, este sistema defensivo se ha conservado bien durante los diversos períodos de uso militar. Después de la Segunda Guerra Mundial, se aplicaron los principios de restauración, que se han convertido en una tradición en Italia desde mediados del siglo XIX.
- Protección y gestión de monumentos
Muchas instituciones se encargan de la protección del Patrimonio Mundial y los edificios y monumentos catalogados son monitoreados y asegurados por una ley estatal de protección del patrimonio cultural y los superintendentes comisionados. Hay una oficina de coordinación de la UNESCO y existe una buena cooperación entre todas las instituciones.